# Aloma, die Blume der Südsee
Aloma, die Blume der Südsee ist ein US-amerikanisches Stummfilmdrama aus dem Jahr 1926 von Maurice Tourneur mit Gilda Gray in der Titelrolle. Der Film wurde von Famous Players-Lasky produziert und basiert auf dem Bühnenstück Aloma of the South Seas von John B. Hymer und Leroy Clemens.

## Handlung
Aloma lebt auf der Südseeinsel Paradise Island und wird von ihrem Geliebten Nuitane eifersüchtig bewacht. Als sie mit dem betrügerischen Kaufmann Red Malloy in Streit gerät, kommt ihr der Amerikaner Bob Holden zu Hilfe. Bob ist auf die Insel gekommen, um eine unglückliche Liebesbeziehung vergessen.
Als Andrew Taylor erfährt, dass seine Nichte Sylvia, die Bob im Stich gelassen hat, mit ihrem Mann Van Templeton auf die Insel kommt, schickt er Bob und Aloma auf seine Plantage, obwohl Nuitane Einwände erhebt. Aloma verliebt sich in Bob, wird aber von Van in eine „Ehe“ mit ihm getrickst, während Bob erkennt, dass er Sylvia immer noch liebt.
Bob und Van geraten bei einer Kanufahrt durch einen Sturm, der ihr Kanu zum Kentern bringt, in Seenot, während Sylvia und Aloma Sympathie füreinander finden. Bob taucht wieder auf und erklärt, dass Van ertrunken sei. Er kommt wieder mit Sylvia zusammen, und Aloma setzt ihre Beziehung mit Nuitane fort.

## Hintergrund
Teile des Films wurden auf Puerto Rico gedreht, andere in den Paramount-Studios in Long Island City.
Der Film war die erste Hauptrolle des Broadway-Stars Gilda Gray (1901–1959). Der Film war auch der letzte fertiggestellte amerikanische Film des französischen Regisseurs Maurice Tourneur.
Da keine Kopien der neun Filmrollen existieren, gilt der Film als verschollen.
1941 produzierte Paramount mit Aloma, die Tochter der Südsee eine Neuverfilmung mit Dorothy Lamour in der Titelrolle.

## Veröffentlichung
Die Premiere des Films fand am 16. Mai 1926 statt. 1927 kam er in Österreich in die Kinos.

## Kritiken
Der Filmkritiken-Aggregator Rotten Tomatoes hat in einer Auswertung von neu Kritiken eine Zustimmungsrate von 67 Prozent errechnet.
Die zeitgenössischen Kritiken fielen gemischt aus. So befand der Kritiker der The New York Times, dass trotz all der wunderschönen Fotografien der gut ausgewählten Orte und Gilda Grays eifriger und lebhafter Darstellung einer polynesischen Jungfrau die Filmadaption kein großes Interesse errege, weil ihr die Essenz von Spannung und richtige dramatische Qualität fehle. Auch Fred Schader von der Variety lobte die schöne Filmfotografie, bemängelte jedoch gleichzeitig, dass Drehbuchautor James Creelman und Regisseur Maurice Tourneur viel von der Komik des Bühnenstücks verloren haben. Martin Dickstein führte im Brooklyn Daily Eagle an, dass, um es ganz offen zu sagen, dieses „Idyll der Südsee“ deutlich hinter der Größe zurückliege. Laurence Reid bemängelte in der Motion Picture News, dass die Geschichte geschmacklos, langsam entwickelt und durchweg dürftig sei. Und sie schaffe es nicht, Spannung zu erzeugen. Die Szenen bauen sich zu einem dramatischen Höhepunkt auf, dann verschwinde die Wucht.
Positiv äußerte sich die Redaktion des Magazins Time, die Gilda Gray, auch wenn sie keine Sarah Bernhardt sei, bescheinigte, ihren Teil gekonnt absolviert zu haben. Sie tanze zudem mutig und mit Nachdruck. Im Magazin The Film Daily hieß es, Maurice Tourneur habe mit den malerischen Hintergründen eine Menge farbenfroher Atmosphäre geschaffen. Harry Fischbecks Fotografie sei hervorragend und einige der Sepia-Aufnahmen seien unglaublich schön.